# Pribis
Pribis (szlovákul Pribiš) község Szlovákiában, a Zsolnai kerületben, az Alsókubini járásban.

## Fekvése
Alsókubintól 10 km-re keletre, az Árvai-hegységben fekszik.

## Története
A falut a 16. században a vlach jog alapján telepítették, az árvai uradalomhoz tartozott. 1567-ben „Prybiss” alakban említik először. 1787-ben 374 lakosa volt.
A 18. század végén Vályi András így ír róla: „PRIBIS. Tót falu Árva Vármegyében, földes Ura a’ Kir. Kamara, lakosai katolikusok, és másfélék is, fekszik Puczónak szomszédságában, és annak filiája; határja középszerű, második osztálybéli.”
1828-ban 87 házában 504 lakosa volt. Lakói mezőgazdasággal, állattartással, szövéssel, kő- és fafaragással foglalkoztak.
Fényes Elek 1851-ben kiadott geográfiai szótárában így ír a faluról: „Pribiss, tót falu, Árva vmegyében, 499 kath., 1 evang., 4 zsidó lak. Földe termékeny, s borsója hires; két vizi malma, és 26 4/8 sessioja van. F. u. árvai uradalom. Ut. p. Rosenberg.”
A trianoni diktátumig Árva vármegye Alsókubini járásához tartozott.

## Népessége
| Év:            | 1994. | 2004. | 2014.   | 2024. |
| -------------- | ----- | ----- | ------- | ----- |
| Emberek száma: | 474   | 474   | 450     | 468   |
| Eltérés:       |       | +0 %  | -5,06 % | +4 %  |

| Év:            | 2023. | 2024.   |
| -------------- | ----- | ------- |
| Emberek száma: | 470   | 468     |
| Eltérés:       |       | -0,42 % |

1910-ben 370, túlnyomórészt szlovák anyanyelvű lakosa volt.
2001-ben 472 lakosából 467 szlovák volt.
2011-ben 466 lakosa volt, mindegyik szlovák.

## Nevezetességei
- Szent Katalinnak szentelt római katolikus temploma 1780-ban épült.
- Egy 19. század elején épült kápolnája is van.